# Eyes of a Woman
Eyes of a Woman — восьмой (второй англоязычный) сольный студийный альбом солистки группы ABBA, шведской певицы Агнеты Фельтског, выпущен 27 марта 1985 года. В рейтинге «UK Top 40» альбом достиг 38 строчки.

## Об альбоме
Продюсер альбома — Эрик Стюарт. Песни «One Way Love» и «I Won’t Let You Go» были выпущены как синглы. Автором первой был Джефф Линн, основатель коллектива Electric Light Orchestra, его песню Агнета в том же году представила на музыкальном фестивале в Монтрё. Автором второго сингла «I Won’t Let You Go» была сама Агнета. Ещё две композиции — «You’re There» и «Turn the World Around» не вошли в альбом, но были выпущены в виде би-сайдов синглов. «You’re There» стала последней композицией Агнеты в 80-х, которую она написала сама.
Запись композиций альбома проходила с начала октября по конец ноября 1984 года в студии Polar Music в Стокгольме. Фотосессия для обложки альбома проходила на террасе Дроттнингхольм Пэлэс (Drottningholm Palace), официальной резиденции шведской королевской семьи в Стокгольме. Альбом был № 2 в Швеции, вошёл в ТОР20 в Норвегии, Голландии и Бельгии, в ТОР30 в Германии и в ТОР40 в Британии.

## Список композиций
1. One Way Love (Jeff Lynne) — 3.36
2. Eyes of a Woman (Paris Edvinson/Marianne Flynner) — 3.54
3. Just One Heart (Paul Muggleton/Robert Noble) — 3.42
4. I Won’t Let You Go (Agnetha Fältskog/Eric Stewart) — 3.39
5. The Angels Cry (Justin Hayward) — 4.22
6. Click Track (Jan Ince/Phil Palmer) — 2.51
7. We Should Be Together (Jay Gruskat/Tom Keane) — 3.59
8. I Won’t Be Leaving You (Eric Stewart) — 5.34
9. Save Me (Why Don’t Ya) (Eric Stewart) — 4.37
10. I Keep Turning off Lights (China Burton) — 3.37
11. We Move as One (John Wetton/Geoff Downes) — 4.04

### Бонус
1. «You’re There» (Agnetha Fältskog, Eric Stewart) — 3:29
2. «Turn The World Around» (R.Edelman)- 4:15
3. «I Won’t Let You Go» (Extended Version) (Agnetha Fältskog, Eric Stewart) — 6:02
4. «The Way You Are» (with Ola Håkansson) (T.Norrel-Oson, A.Bard) — 3:45
5. «Fly Like The Eagle» (with Ola Håkansson) (T.Norrel-Oson, A.Bard) — 3:05